# 霍罗登卡区

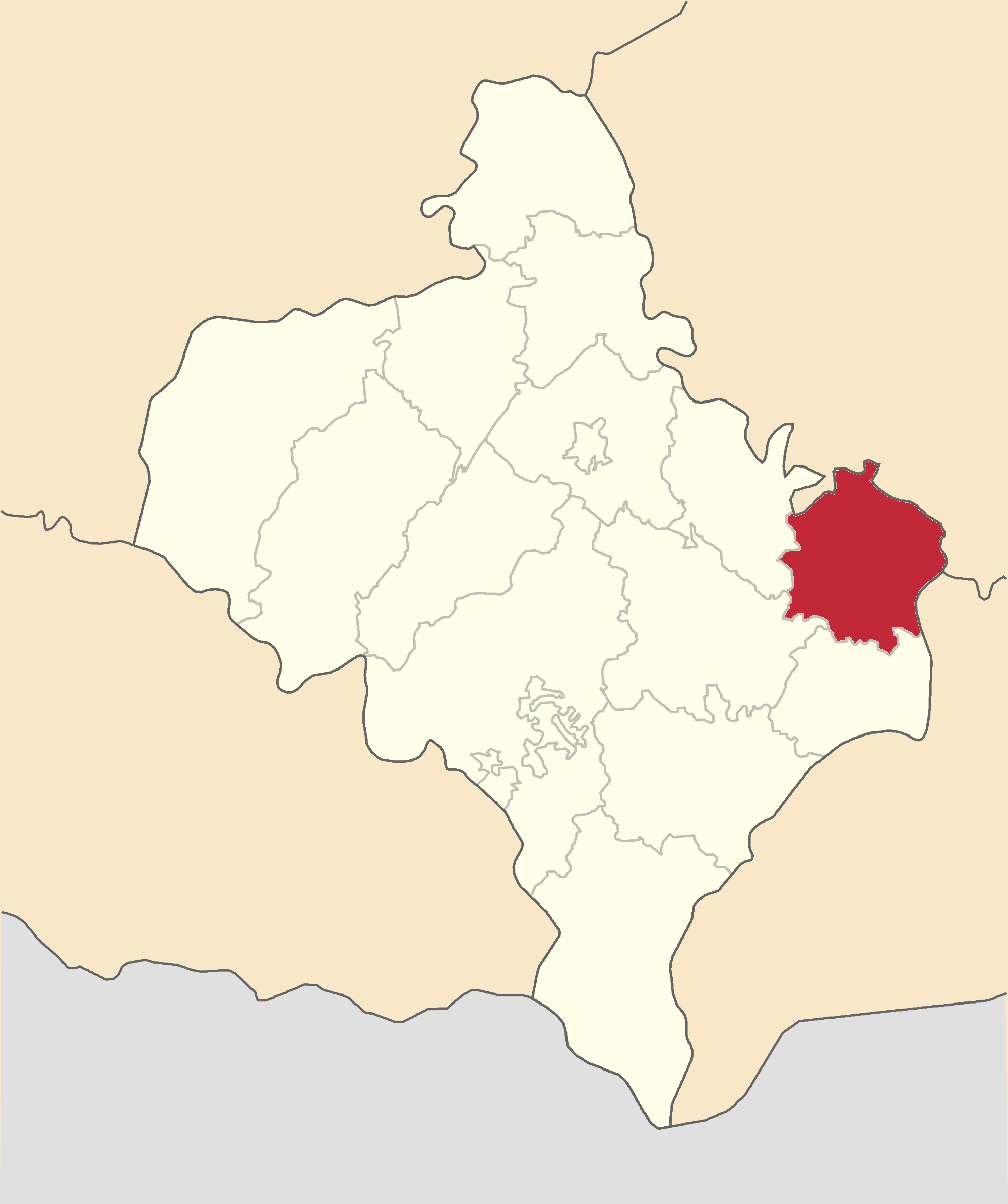
霍罗登卡区在伊万诺-弗兰科夫斯克州的位置

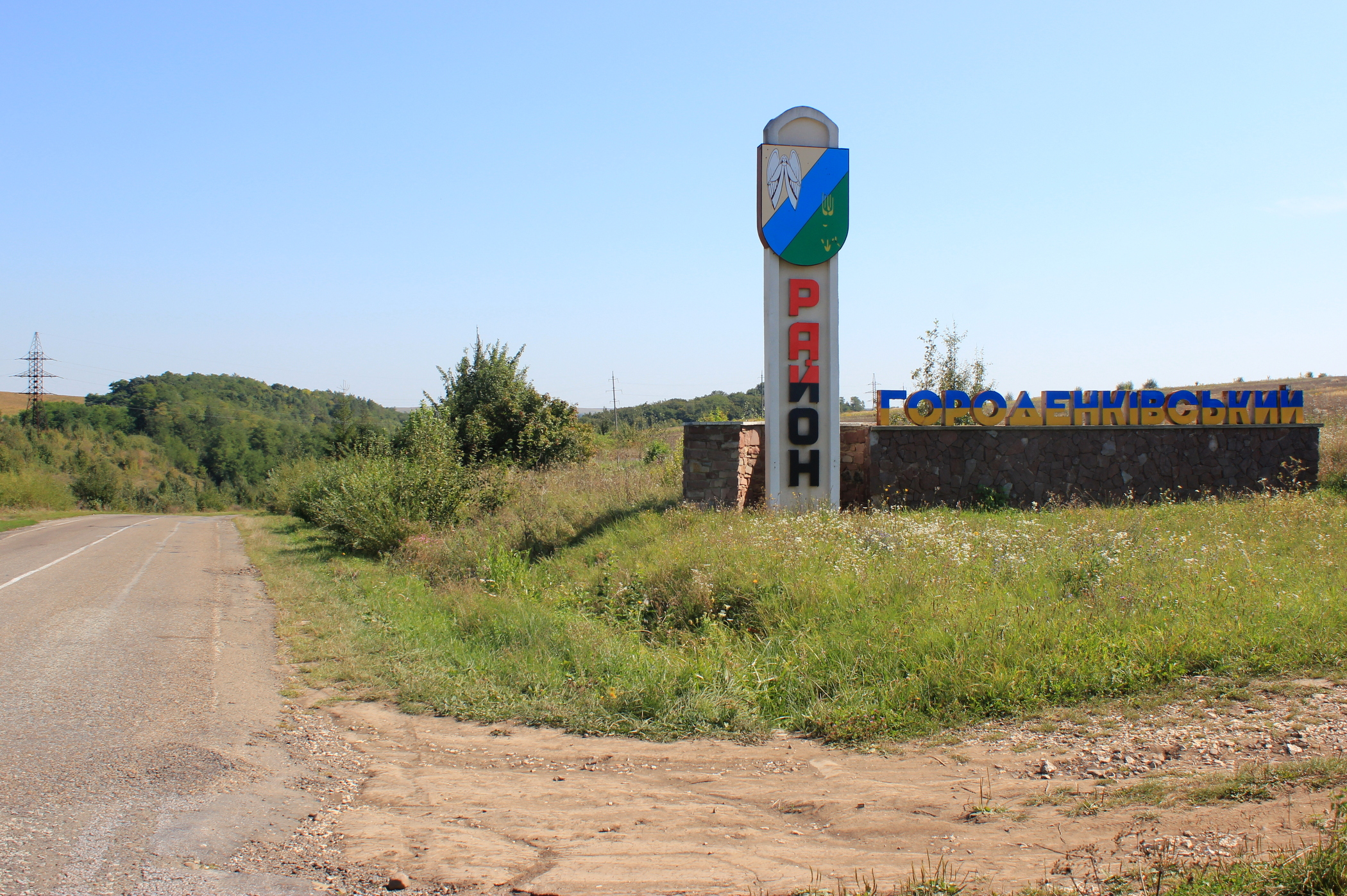
边界上标牌

霍罗登卡区（烏克蘭語：Городенківський район），又按俄语名译为戈羅堅卡區（俄语：Городенковский район），曾是烏克蘭西部伊萬諾-弗蘭科夫斯克州的一個區。行政中心設於霍羅登卡，面積747平方公里，2015年人口54,427，人口密度每平方公里72.86人。
该区在2020年7月18日的乌克兰行政区划改革中被撤销，改革后伊万诺-弗兰科夫斯克州下分为6个区。霍罗登卡区的范围并入科洛梅亞區。